# Raymond Heux
Raymond Heux est un danseur, maitre de ballet et professeur de danse belge du XXe siècle.

## Biographie
Ce « jeune danseur d'école classique italienne » fait la une de l'hebdomadaire belge Pourquoi pas ?, le 6 septembre 1929.
L'article le présente comme « danseur, fils de Gaston ». Sur le plan physique, une imposante chevelure bouclée surmonte un petit visage rond ; il n'a que 14 ans.  On semble le considérer presque comme un jeune prodige, dansant fréquemment pour des soirées de charité bruxelloises ; sa partenaire est souvent Jane Périphanos. 
Il intègre le corps de ballet du Théâtre royal de la Monnaie pour la saison 1937-1939 et devient premier danseur deux ans plus tard. À partir de la saison 1951-1952, s'y ajoute le professorat pour les messieurs. Il quitte la compagnie après la saison 1956-1957.

## Professorat
Il enseigne à l’Académie intercommunale de musique et des arts de la parole de Saint-Josse-ten-Noode / Schaerbeek et va ouvrir sa propre école au tout début des années 1950. Parmi ses élèves, les plus connus sont Dolorès Laga, Daniel Lambo, Guy Brasseur, Dominique Serron.
Il a écrit Le Monde du ballet avec Craig Dodd (1980).